# リープフラウミルヒ

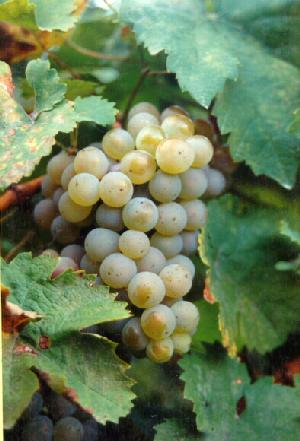
ミュラー・トゥルガウ種はよくリープフラウミルヒに使われる

リープフラウミルヒ（ドイツ語: Liebfraumilch）あるいはリープフラウエンミルヒ（ドイツ語: Liebfrauenmilch）とは、ドイツの主にラインラント＝プファルツ州で大量生産されている白ワイン。格付けは「QbA」で軽い甘口のものが多い。ドイツでは最もポピュラーなワインで、一時はQbAワインの半分近くを占めたといわれている。

## 概要
リープフラウミルヒとは「聖母の乳」を意味し、ラインヘッセン地域のヴォルムスにある聖母教会（Liebfrauenkirche）にちなんだ命名である。本来はその教会のぶどう園でしか生産されないワインで、ファルケンベルク（Valckenberg）という会社が売り出していた。このワインの評判が良かったため、近隣の生産者が同じ名称を使うようになり、1971年の法改正により4つのワイン地域（ラインヘッセン、プファルツ、ラインガウ、ナーエ）だけだが多くの製造者によって作られている。幼子イエスに授乳する聖母マリアがラベルに描かれている商品が多い。安いものでは数百円で購入でき、気軽に飲める甘口ワインである。
本来の聖母教会のぶどう園で作られるファルケンベルク社のワインは、「マドンナ」（聖母マリアのイタリア語・英語）という商標を用いており、QbAよりランクが上のQmPワインも生産している。

## 参照項目
- ドイツワイン
- ブルー・ナン (Blue Nun)